# Alouatta puruensis
Alouatta puruensis és una espècie d'aluata originària de l'oest del Brasil i l'est del Perú, on viu en selves perennes de terres baixes. Prefereix les selves inundables.